# Autoicomyces
Autoicomyces falcifer Thaxt. – rodzaj grzybów z rzędu owadorostowców (Laboulbeniales). Grzyby mikroskopijne, pasożyty owadów (grzyby entomopatogeniczne).

## Systematyka
Pozycja w klasyfikacji według Index Fungorum: Autoicomyces, Ceratomycetaceae, Laboulbeniales, Laboulbeniomycetidae, Laboulbeniomycetes, Pezizomycotina, Ascomycota, Fungi.
Takson ten utworzył w 1908 r. Roland Thaxter.

## Gatunki
Index Fungorum w 2020 r. wymienia 31 gatunków tego rodzaju. W Polsce ich występowanie jest jeszcze słabo zbadane. Tomasz Majewski, jedyny polski mykolog zajmujący się nimi na szerszą skalę, do 2003 r. wymienił dwa gatunki występujące w Polsce.
- Autoicomyces aquatilis (Picard) I. Tavares[3]
- Autoicomyces falcifer (Thaxt.) Thaxt. 1908

Nazwy naukowe według Index Fungorum. Wykaz gatunków według T. Majewskiego.